# Skyscraper souls (DBA)
Skyscraper souls is het derde studioalbum van Downes Braide Association. Het album werd opgenomen in Los Angeles terwijl zowel Geoff Downes als Chris Braide nog werkzaam waren voor andere muziekgroepen en artiesten. Het album laat een mengeling horen van progressieve rock en popmuziek, de respectievelijke niches waarin de twee artiesten werkzaam zijn. Voor het album werden musici ingeschakeld, waarmee Downes en Braide in andere situaties hebben gewerkt. De platenhoes werd ontworpen door Roger Dean. Het album klonk in de oren van IO Pages meer als een album van een band dan als van twee musici. Het drumgeluid was volgens hetzelfde blad vooruitgegaan omdat Downes en Braide een echte drummer hadden ingeschakeld ter vervanging van een drummachine.
Het album werd goed ontvangen binnen de progressieve rock, maar haalde nergens een notering in de albumlijsten.

## Musici
- Geoff Downes – zang, toetsinstrumenten, elektronica
- Chris Braide – vocoder, toetsinstrumenten, elektronica

Met
- Ash Soan – drumstel, percussie (werkte met Braide in The Producers)
- Andy Hodge – basgitaar
- Dave Colquhoun – gitaar (speelt bij English Rock Ensemble)
- Andy Partridge – achtergrondzang, gitaar, mandoline, sleebellen op Prelude, Glacier girls, Darker times en Finale (hij speelde in XTC en Big Big Train)
- Marc Almond – zang op Skin deep
- Kate Pierson – zang op Skyscraper souls (zangeres van The B-52's)
- David Longdon – zang, dwarsfluit op Tomorrow (hij is afkomstig uit Big Big Train)
- Patrick Howley – gitaarsolo op Angel on your shoulder
- Matthew Koma – zang op Angel on your shoulder (werkte o.a. met Hardwell)
- Tim Bowness – achtergrondzang op Lighthouse
- Barney Ashton Bullock – spreekstem
- Elijah en Sascha Braide – stemmen op Tomorrow, Glacier girl, Skyscraper souls, Lighthouse
- Matt Bourne Jones – trompet

## Muziek
Alle teksten en muziek van Downes en Braide.

| Nr. | Titel                  | Duur  |
| --- | ---------------------- | ----- |
| 1.  | Prelude                | 2:15  |
| 2.  | Skyscraper souls       | 18:09 |
| 3.  | Glacier girls          | 2:38  |
| 4.  | Angel on your shoulder | 6:49  |
| 5.  | Tomorrow               | 4:20  |
| 6.  | Lighthouse             | 5:40  |
| 7.  | Skin deep              | 4:33  |
| 8.  | Darker times           | 7:20  |
| 9.  | Finale                 | 1:16  |